# Albatrosul (Star Trek: Seria animată)
„Albatrosul” (titlu original: „Albatross”) este al 4-lea episod din al doilea sezon (și ultimul) al serialului TV american științifico-fantastic Star Trek: Seria animată și al 20-lea episod în total. A avut premiera la 28 septembrie 1974 pe canalul NBC.
Episodul a fost regizat de Bill Reed după un scenariu de Dario Finelli.

## Prezentare
Doctor McCoy este arestat pentru că ar fi provocat cu 19 ani în urmă o pandemie mortală care a devastat planeta Dramia în trecut.